# Mocho-de-orelhas-africano
Mocho-d'orelhas-africano ou mocho-de-orelhas-africano (Otus senegalensis) é uma espécie de ave estrigiforme pertencente à família Strigidae.